# 엘리엇 베넷
엘리엇 베넷(Elliott Bennett, 1988년 12월 18일 ~ )는 잉글랜드의 축구 선수이다. 윙어, 공격형 미드필더이며, 슈루즈베리 타운 FC에서 활약하고 있다.